# 卢·亨利·胡佛
盧·亨利·胡佛（英語：Lou Henry Hoover，1874年3月29日—1944年1月7日），中文名為古鹿，是美國慈善家、地質學家，1929年至1933年間擔任美国第一夫人，是總統赫伯特·胡佛之妻。她一生活躍於社區組織和志願團體，曾於1922年至1925年以及1935年至1937年領導美國女童軍。她也支持婦女權利和婦女獨立。同時，她精通多國語言，能流利地說漢語，曾與丈夫合作翻譯由16世紀學者格奧爾格·阿格里科拉以拉丁語撰寫的採礦和冶金手冊《論礦冶》。
胡佛在艾奥瓦州滑鐵盧出生，幼時於當地長大，之後輾轉於德克萨斯州、堪薩斯州、加利福尼亚州定居。她先後就讀洛杉磯師範學校、聖荷西師範學校、史丹佛大學。她更是首位取得史丹福大學地質學學士學位的女性。在校期間，她認識了同樣修讀地質系的赫伯特·胡佛，很快地兩人便墮入愛河。二人於1899年成婚，並於翌日乘船前往中國。然而，义和团运动在二人在華期間爆發，他們也被捲入1900年發生的天津之战。1901年，二人定居於英國倫敦。她時常宴請大批朋友，二人的家甚至成為僑民以及丈夫同行的聚腳點。第一次世界大战時，他們領導人道工作，援助戰爭难民。1917年，胡佛一家返回美國，並居於华盛顿哥伦比亚特区。在丈夫獲任命為食品管理局局長後，她也化身為助手，向民眾推廣保存糧食、節約糧食的重要性。
1929年，夏拔就職美国总统，盧搖身一變成為第一夫人。在任期間，她履行著第一夫人的傳統儀式義務，同時修改部分過時的社交習俗。有次，她按照慣例宴請所有眾議員的妻子出席茶會；由於其中一名參加者為非裔美國人，因此她絞盡腦汁才令茶會得以順利進行。事後，她的舉動受到支持种族隔离的南方人口誅筆伐。她在任內拒絕接受媒體正式採訪，卻定期上廣播電台向公眾演講。此外，她還負責監督白宮的翻新工程，創造白宮家具史上首部完整的彙編，又為總統設計可供度假的瑞皮丹營地。她將自己白宮女主人的公眾角色降到最低，並將身為第一夫人的時間投入到志願工作中。
大萧条期間，胡佛政府在應對上備受批評，夫婦聲譽因而受到負面影響。縱使她在期間做了大量慈善工作，但她認為無必要向民眾公開自己的所作所為，多以匿名方式提供援助，故此外界對此所知甚少。隨著丈夫在1932年美国总统选举中敗給富兰克林·德拉诺·罗斯福，二人於1933年任期完結後返回加利福尼亞州。她認為羅斯福在競選時政治抹黑丈夫，導致他未能連任，因此對羅斯福政府持批判態度，甚至認為羅斯福推行的諸多政策違憲。第二次世界大战爆發時，她與丈夫再度投身救援工作，共同向歐洲難民提供救助。1940年，夫婦二人一同搬到紐約居住。1944年1月，她在紐約華爾道夫酒店因急性心臟病發作而辭世。親朋好友為她舉行兩場悼念儀式，及後遺體送返加利福尼亞州下葬。而在1964年夏拔撒手人寰後，她的遺體改葬於愛荷華州赫伯特·胡佛总统图书馆暨博物馆，與丈夫合葬。

## 早年生活和教育
1874年3月29日，盧·亨利（Lou Henry）於艾奥瓦州滑鐵盧出生。她的父親是銀行家查爾斯·德拉諾·亨利（Charles Delano Henry），母親是曾任教師的弗洛倫斯·艾達（Florence Ida Weed，舊姓韋德）。她是家中長女，下有一位妹妹珍（Jean）。她幼時於滑鐵盧長大，之後輾轉於德克萨斯州、堪薩斯州、加利福尼亚州定居。她童年主要是在加州的惠蒂爾和蒙特雷度過。小時候，父親便培育她各類特長，教她應要熱愛知識和戶外運動，因緣際會下她學懂如何露營和騎馬。後來，她又學會了棒球、籃球、射箭。除了運動，父母也教她諸如簿記和縫紉等實用技能。雖然她的家庭名義上是聖公會教徒，但她有時會參與貴格會的禮拜儀式。
1890年前，她一直在惠蒂爾的貝利街學校就讀。期間，她組織科學和文學社團，結交非裔美国人朋友，又因為熱愛參加體育運動和戶外活動而無視性別規範，以致她聲名大噪。在十歲時，她更成為校報編輯2025年8月。1891年畢業後，她入讀洛杉磯師範學校（現為加州大学洛杉矶分校）接受專上教育。在校期間，她成為狄更斯學會——以研究和收集動植物標本為主的社團——的成員。後來她轉學至聖荷西師範學校（現為聖荷西州立大學），並於1893年取得教師證書。接受專上教育期間，她對政治產生濃厚興趣；她因為共和黨的漸進主義綱領而決定加入，並大力支持婦女選舉權。
1893年大學畢業後，她在父親的銀行擔任助理出納員，同時擔任代課老師。翌年，她參與地質學家約翰·卡斯柏·布蘭納的講座。她對此學科深深著迷，於是報名參加布蘭納在史丹佛大學開設的課程，攻讀地质学學位。正是於此地，布蘭納向她介紹當時就讀大四的赫伯特·胡佛。兩人均出身於愛荷華州，又對科學和戶外運動有濃厚興趣，很快便結下不解之緣。他們的友誼不久後便發展成情愛。她學習地質學的初衷是從事野外工作，但她和布蘭納都找不到願意聘請女地質學家的僱主。在史丹佛大學期間，她依然熱愛體育，甚至在最後一年擔任學校女子體育俱樂部主席。1898年，她成為首位取得史丹佛大學地質學學士學位的女性，也是美國首批擁有此學位的女性。完成學位後，她繼續與布蘭納合作，以後者名義進行一些研究，又聯絡各地政府或學校請求他們把當地地質樣本發送至史丹佛大學。布蘭納讚揚她的舉動令大學擁有世上最為完整的地質樣本收藏。另一方面，她在畢業後加入紅十字會成為義工，並在美西战争期間為美國士兵提供支援。

## 結婚和旅遊

### 結婚和前往中國

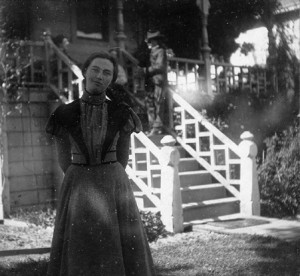
站於天津家門前的胡佛，攝於1899年至1900年間

1897年，赫伯特在澳洲覓得一份與採礦相關的工程工作。臨行前，他與亨利夫婦共進晚餐，後者非正式地同意他與盧之間的婚約。二人一直維持著遠距離戀愛關係。次年，赫伯特獲中國開平礦務局聘為總工程師；接受任命後，他以电报向盧求婚，上面寫道：「經三藩市去中國。你願意和我一起去嗎？」盧答應了赫伯特的求婚。1899年2月10日，兩人在女方雙親的家中完婚。與此同時，她還宣布改信貴格會，與其夫的宗教信仰一致。由於附近沒有貴格會聚會所，他們未能找到相關人士證婚。於是，在一位與亨利夫婦私交甚篤的年輕西班牙裔羅馬天主教牧師見證下，兩人締結世俗婚姻。
婚後第二日，盧·胡佛與丈夫於三藩市登上汽船科普特號，前往中國。途中，兩人在檀香山的夏威夷皇家酒店度過短暫的蜜月。二人也在航行途中把握時間，閱讀大量與中國及其歷史相關的書刊。1899年3月8日，二人抵達上海，在浦江饭店住了四天。丈夫在外工作時，她與一對傳教士夫婦居於天津租界內；翌年9月，胡佛夫婦搬遷至屬於自己的新居。這座新居是她在探索租界時找到的，是棟附有遊廊和瓦頂的西式磚房。她大刀闊斧地改造房子，僱用家丁、車夫、園丁，安排室內裝潢和購置家居用品。夫婦二人也時常邀請朋友到訪宅第。她在中國定居期間開始學習打字，還購入一台打字机，與丈夫一同撰寫有關中國礦業的科學文章。她通過寫作與實地工作的丈夫密切合作，例如：幫助丈夫撰寫報告，翻譯與中國礦業相關的歐洲出版物，協助編製世界各地《礦業法》目錄、好讓丈夫交予中國官員。另外，她曾在當地商店看到明代瓷器，並甚為欣賞，從而引發她在空閒時間收集古代中國瓷器的興趣，而這個興趣更伴隨她一生。
义和团运动在二人在華期間爆發。日漸高漲的民族主義浪潮，演變成針對居住在華外國公民的敵對行動。鑑於義和團仇外，赫伯特以生命受到威脅為由，一再懇求妻子離開，但盧堅持留下。1900年天津之战期間，她協助把當地的一家外國人俱樂部轉變為臨時醫院，自告奮勇照顧傷員，又負責糧食配給等。丈夫則號令其他人在街上堆砌街壘，又組織守備部隊來守衛路障。在堅守期間，她每日下午都會騎著自行車向哨兵運送補給，並佩帶手槍作為自衛武器。某日，她在騎行期間，一顆子彈擊中自行車的輪胎。另一次則發生在她家中；當時她正在家玩著接龍，突然發生炮擊，一枚炮彈擊中她家後院，另有一枚則落於大門前，但她卻在炮擊結束後平靜地回到遊戲桌，甚至神態自若地建議來探望她仍否安好的記者們一同去品茶。危機結束後，她在北京報紙上看到自己的「死訊」，遠在美國加州蒙特雷的報章也有類似報導。1900年夏季，義和團運動告一段落後，二人動身前往英國伦敦，就控制中國礦場一事預備談判。1901年，二人與盧的妹妹回到中國，並在當地逗留數月。

### 定居倫敦和第一次世界大戰

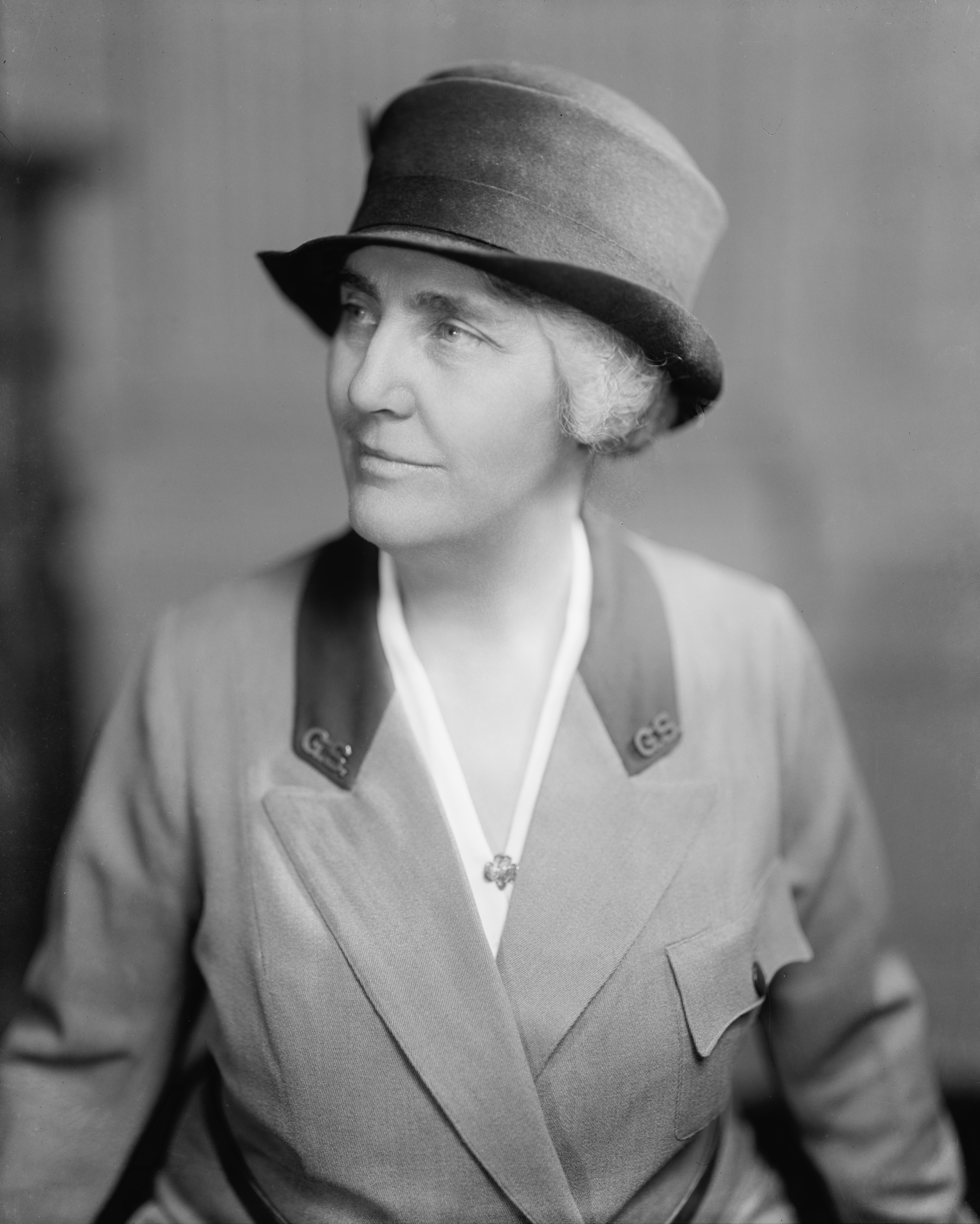
1905年的胡佛

1901年11月，在赫伯特成為墨林公司（Bewick, Moreing & Co.）合夥人後，夫婦二人便定居於英國倫敦。他們的工作足跡遍及多個國家，包括西歐諸國、澳洲、緬甸、錫蘭、埃及、印度、日本、紐西蘭、俄羅斯。由於丈夫的工作需要，二人時常要到訪不同國家；而在諸多交通工具之中，胡佛花了大部分時間在乘坐汽船方面。由於他們乘坐的是汽船头等舱，因此旅途相對舒適。在長達數月的航行中，她主要依賴兩項活動來打發時間，一是閱讀各種書刊，另一則是以便攜式茶具和桌子與其他旅客交流。值得一提的是，兒子小赫伯特·胡佛（1903年出生）和艾倫·胡佛（1907年出生）亦有陪同父母周遊列國。
1908年，在赫伯特出任公司的獨立顧問後，胡佛夫婦變得非常富有。胡佛在地質學方面擁有的專業知識，使得她能夠參與丈夫及同事之間的商務交流，而她非常享受這一過程。他們在規範現代採礦業方面發揮重要作用，特別是在人力资源管理和商业伦理方面：除了確保礦場管理層有當地人才參與，還改善工人處境。當他們停留在倫敦時，胡佛時常宴請大批朋友，二人的家甚至成為僑民以及赫伯特同行的聚腳點。定居倫敦期間，胡佛夫婦樂善好施，她更會留意家中傭人，在他們困難時伸出援手。她在1908年加入婦女社團總聯合會在倫敦的分支機構——美國婦女會（Society of American Women），甚至於1910年至1914年出任該會的副主席。而在1912年，她也加入組織「窮人之友」（Friends of the Poor），直接與窮人打交道，並向有需要的家庭提供支援。
第一次世界大战打響前夕，胡佛夫婦已回流美國一段時間，甚至已經在加州購入物業，準備長居當地，好讓兒子接受美式教育。1914年秋季，當他們打算預約卢西塔尼亚号的船票返美時，卻聽到戰爭爆發的消息，轉而參與倫敦的救援工作。二人分工合作，赫伯特大灑金錢來協助滯留歐洲的美國遊客乘船返國，盧則負責安撫女性和小孩，並負責他們的飲食和住宿。她還重組美國婦女會，把它轉變為人道主義援助組織，以便運送滯留在英國的美國人返國。儘管戰爭期間橫渡北大西洋十分危險，但她依然定期往返美國發表演說，並為救援工作籌集捐款。她在難民援助方面的參與備受肯定，使她能夠加入美國救濟委員會（American Relief Committee），成為唯一一名女性成員。她同時擔任美國婦女救濟委員會（American Women's Relief Committee）的主席。當赫伯特獲委任為比利時救濟委員會主席、領導比利時難民的救援工作時，盧也積極參與其中，包括遊說加州居民支持丈夫的糧食援助計畫，以及利用丈夫的辦公室收集糧食運往比利時。戰爭期間，她曾在佩恩頓建立一所紅十字會醫院，照顧受傷的英國士兵；在倫敦鐵路車站設立免費食堂，供士兵填飽肚子；建立針織縫紉廠，為流離失所的婦女提供就業機會；向比利時捐款並在當地建立醫院。隨著人道主義工作日漸增多，她發覺自己負責的項目過多，不得不把部分委派給其他婦女。1919年，比利時國王阿爾貝一世向她授予利奧波德勳章，以表彰她的努力和貢獻。
1917年1月，胡佛一家返回美國。同年4月，美國向德國宣戰；總統伍德罗·威尔逊任命赫伯特為食品管理局局長，在戰爭期間確保糧食儲備充足。5月，胡佛一家搬到华盛顿哥伦比亚特区居住，夫婦將工作重心由倫敦轉移至華盛頓。二人同樣合作無間：他們一同向民眾推廣保存糧食、節約糧食，前往各地發表演說，並指此舉能協助國家把足夠糧食運往身處前線的美軍和盟軍部隊。胡佛曾經安排史丹福大學在加州帕羅奧圖為她和丈夫建造住宅，但公眾認為此舉與人道主義工作不相關，有自私自利之嫌，最終她將該項目延遲至戰後。戰爭促使成千上萬的婦女來到華盛頓擔任公務員。這些婦女經濟拮据，職場危機意識不足，促使胡佛成立食品管理俱樂部，向在食品管理局工作的她們提供居所和食物。1918年流感大流行期間，她甚至在俱樂部提供醫療服務。她動用自己的資金來買單，雖然說成是貸款，但拒絕婦女們償還，反而要求她們還錢給其他有需要的人。戰後，她在美國繼續募款工作，丈夫則在歐洲管理救助工作。

### 內閣閣僚之妻

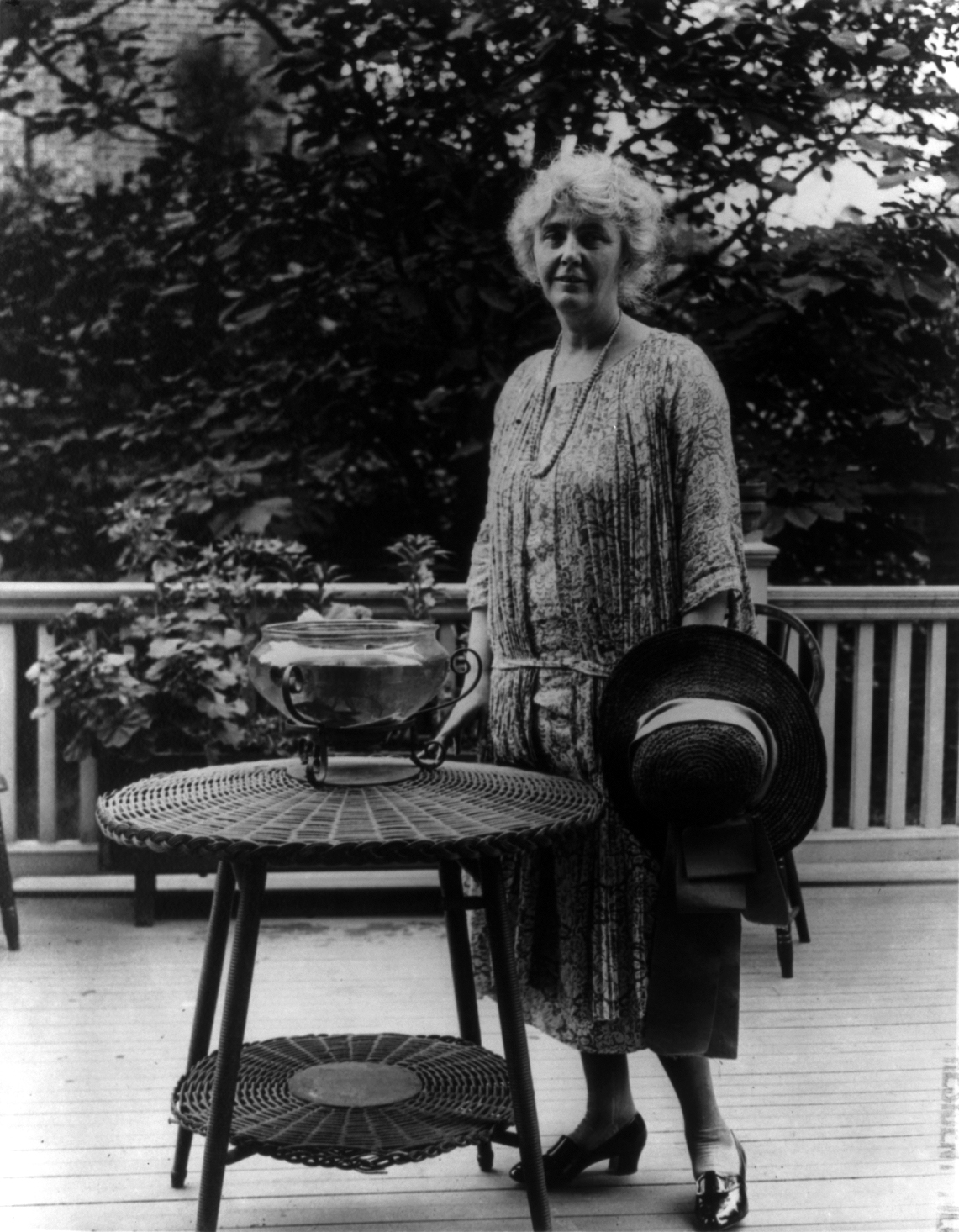
1926年的胡佛

1921年3月，赫伯特受命商務部長，胡佛一家重返華盛頓。胡佛憑藉著作為女主人的經驗，她把新居從老房子改造成華麗的社交地，藉以款待丈夫的同事以及議員，好讓丈夫能夠在這座城市建立人際關係。根據傳統，內閣成員的妻子會在社交季节互相拜訪，或是留下名片；胡佛對此不屑一顧，拒絕浪費時間在無意義的活動上，並說服其他夫人放棄老舊習俗。身為內閣成員之妻，胡佛並沒有活躍於上流社會的社交圈，倒是把精力投入在不同的新興婦女組織，例如美國女童軍、營火女孩、婦女社團總聯合會、美国女性选民联盟。另一方面，她強調自己和丈夫的工作並不相同，認為媒體在採訪時應聚焦在她有份參與的公共活動上，並拒絕回答與丈夫工作有關的任何問題。在卡尔文·柯立芝繼任總統後，胡佛與新任第一夫人格雷丝·柯立芝便成為密友。兩人開始了在復活節交換鮮花的傳統，其後胡佛更邀請柯立芝參加女童軍活動。
胡佛在1917年開始參加女童軍，希望延續她在戰爭期間開始的兒童救助工作。在1917年1918年間，她出任女童軍的署理總監。而在1922年至1925年間，她更成為女童軍會長。她在女童軍套用「從後領導」的管理哲學，並建議團長「不要忘記歡樂」。因應胡佛所推行的改革，以及她本人的受歡迎程度，導致女童軍會員人數和可用資金均顯著上升。她說服第一夫人伊迪絲·威爾遜接受女童軍名譽會長的職位；自此，所有第一夫人都會遵循這項傳統，出任名譽會長一職，她本人在成為第一夫人後也不例外。為了協助生活在農村地區的女孩，她創辦「獨立童軍」（Lone Scout）計劃，讓這些女孩可以在沒有童軍團的情況下參加所在地區的活動。此外，她還在華盛頓和帕羅奧圖成立童軍團，打著種族融合的名號，招收白人和非裔美國人。
胡佛一直對戶外活動感興趣，又關注年輕女性的身體健康。1922年，她開始與美國業餘運動基金會（National Amateur Athletic Foundation）合作，一直發揮積極作用，直到其丈夫在1928年當選總統為止。而在1923年，她當選基金會副會長，更是該組織中唯一一位女副會長。由於男子運動過度強調競爭而缺乏氣節，又沒有優先考慮運動員的福祉，加上其他因素，促使她在在任期間創立了女子分部，以研究、促進、改善女性體育訓練問題。她認為運動對人的健康至關重要，並希望看到所有年輕女孩都能參與運動。她套用參與女童軍時的做法，運用籌款技巧，擴大增加組織的資源。在她的領導下，女子分部的存在時間比男子分部更長久，甚至對女子運動帶來廣泛影響。
當赫伯特成為1928年美国总统选举的潛在候選人時，盧並不贊成他積極競選，而赫伯特在妻子在場時也會避免談論政治。儘管她會陪同丈夫參加競選活動，但她拒絕評論大選，也拒絕說任何可能會被認為帶有政治含義的話。與前幾次相比，1928年大選候選人的配偶備受大眾關注。當赫伯特獲提名共和黨總統候選人後，她發現自己時常被拿來與民主黨候選人艾尔弗雷德·E·史密斯之妻凱瑟琳·史密斯（Catherine Smith）比較。凱瑟琳·史密斯是都市人，信奉天主教，而且據稱是個酒鬼，這些因素均令部分不能容忍這類習慣和信仰的選民討厭其夫。與史密斯相比，胡佛性格沉著，學歷高，運動能力強，且遊歷豐富，因而更受選民歡迎。在赫伯特坐上總統寶座後，盧陪同他前往拉丁美洲進行友好訪問。

## 美國第一夫人

### 白宮女主人

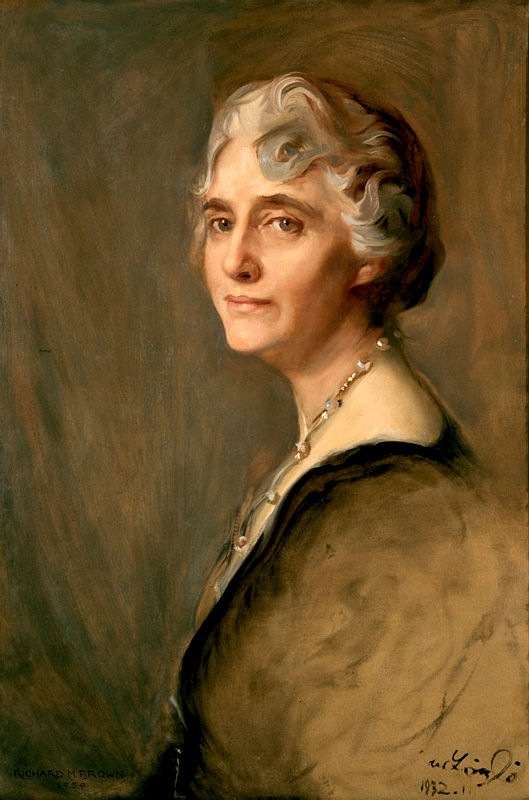
畫家理查德·馬斯登·布朗繪製的肖像油畫

胡佛在擔任白宮女主人時，未有如同她在參與非政府组织時如魚得水。她並不熱衷參與華盛頓的社交活動，除非按照她自己的條件來舉辦。挑剔的公眾和華盛頓的社交名流因而認為第一夫人沒有吸引力，也不時髦。另一方面，隨著胡佛家族的聲譽在大萧条期間下降，她的社會地位也變得岌岌可危。身為第一夫人的她未有把公開展示放在首位，也未有像昔日的第一夫人一樣，在快將上任時添置新衣服或學習新語言。她對人民抱有嚴格的責任感，並喜歡參與或至少閱讀許多白宮正式事務。另一邊廂，她盡忠職守地履行傳統儀式義務，同時也希望修改部分社交習俗。在1930年的白宮新年招待會上，總統夫婦向大約9000名前來造訪的公眾握手致意；根據赫伯特的回憶，他當時曾勸告妻子稍作休息，但她依然堅持繼續。之後，二人決定取消新年招待會，以免為總統帶來太大壓力，惟盧反對一併取消其他正式招待會，因她認為這是她工作的一部分。按照白宮規矩，孕婦禁止參與餐後慶祝活動；胡佛認為這種做法沒有必要，於是終結了這項規定，並邀請孕婦參加相關活動。
胡佛夫婦極為好客，時常在午餐和晚餐期間邀來客人用餐。在某些時候，白宮工作人員還得準備額外茶水，以招呼不斷湧入白宮的客人：例如在某次宴會上，按照原定計劃只有約200人出席，但由於總統夫婦在最後一刻仍然邀請他人，導致客人大增至500人，工作人員須趕忙外出採購才能提供足夠餐點予所有賓客。昔日，白宮女主人在宴請賓客時，甚少會基於政治原因；不過，胡佛會出於政治原因而邀請客人，為未來的第一夫人樹立先例。上任伊始，胡佛便大灑金錢（先動用國會分配的資金，再以其夫的個人資金加以補充），以確保白宮擁有「最好的一切」。她邀請多位著名音樂家到白宮演奏，以表達對音樂的熱愛。她還創先河地在1931年4月請自己的朋友、音樂家米爾德雷德·迪靈在國宴後為暹羅國王拉瑪七世演奏。此后，邀請客座音樂家為來訪的外國領導人演奏这一傳統持續至今。大蕭條期間，她停辦奢侈的白宮社交活動，穿著樸素，又向美國女性發話，希望她們能幫助有需要的人，與他人合作，甚至在自己的社區內進行以物易物。
1929年，非裔美國人奧斯卡·斯坦頓·德·普里斯特當選眾議院議員；按照慣例，第一夫人會在白宮舉行茶會，邀請所有眾議員的妻子出席，當然包括德·普里斯特的夫人——同樣是非裔美國人的傑西·德·普里斯特。胡佛負責策劃活動以確保成功：她把茶會分開數天舉行，安排德·普里斯特夫人與其他不帶偏見的議員夫人在一起，又提醒白宮保安人員德·普里斯特夫人將會出席活動，而非禁止進入白宮。在她的精心策劃下，加上活動事前未有大肆宣傳，使得茶會順利進行。然而事件曝光後，胡佛受到支持種族隔離的南方政客和報章編輯口誅筆伐：有報章社論宣稱她「傲慢地侮辱」了南方和整個國家，喬治亞州、德克薩斯州、佛羅里達州的州議會更通過決議譴責她在這宗事件中判斷不當。雖然備受批評，但她依然堅信自己沒有做錯決定，因為她的行動只是為了公平對待議員妻子，並給予對方應有的尊重和禮貌。後來，總統夫婦邀請其他非白人音樂家在白宮演奏，其中包括成員全為黑人的塔斯基吉大学合唱團，從而鞏固這一先例。

### 管理白宮

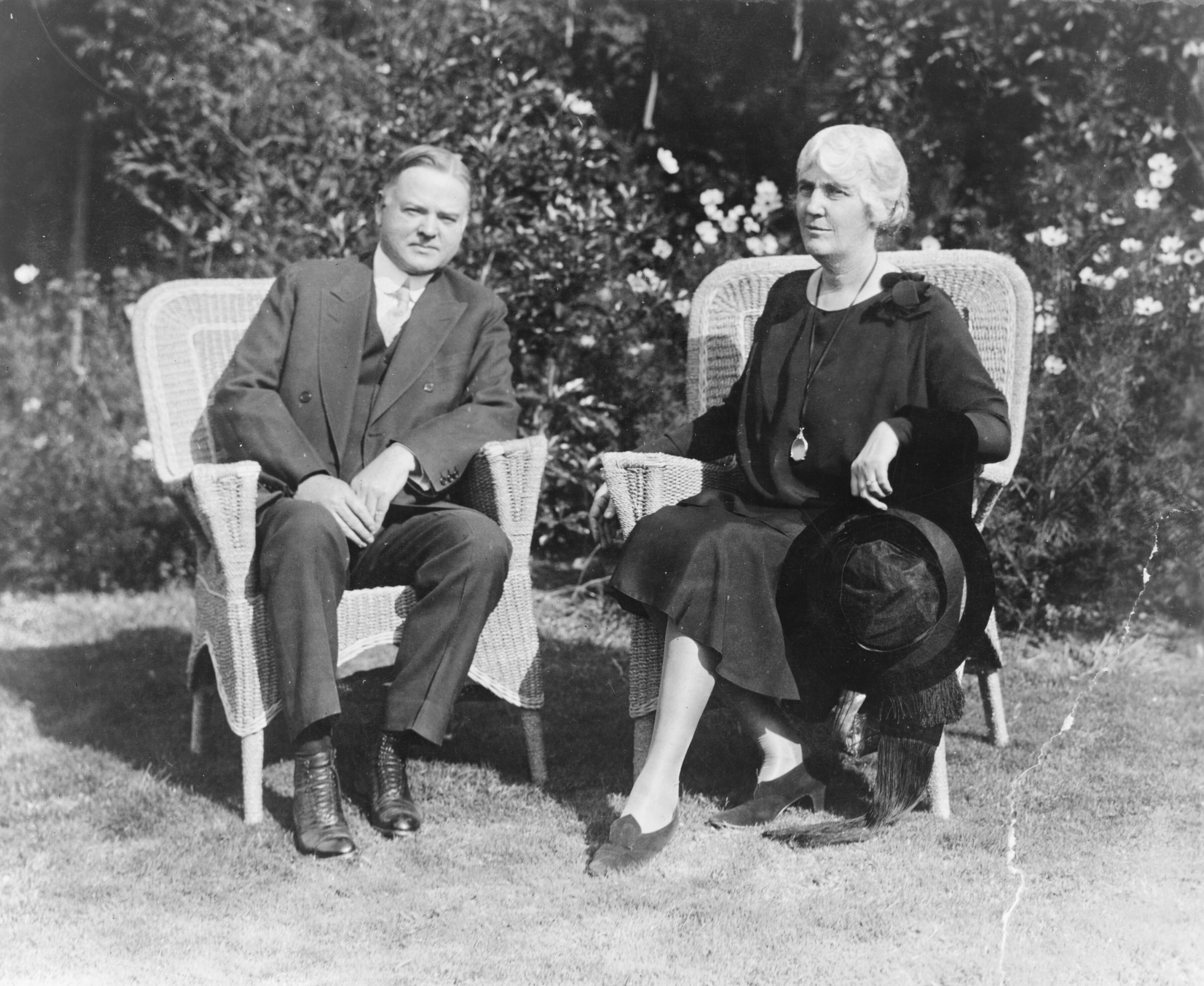
胡佛總統伉儷，攝於1929年

擔任白宮女主人時，胡佛也負責監督白宮的翻新工程，並為總統官邸引入世界各地的藝術品，以及歷史家具。她與上一屆政府成立的委員會合作裝飾白宮，但有時她會拒絕諮詢委員會的意見，而是自行修改。她又自費聘請助理，並在專家的幫助下，為白宮內的家具編目，創造了白宮家具史上首部完整的彙編。另一方面，她在白宮內重現了亚伯拉罕·林肯和詹姆斯·门罗的書房。她命人到處搜羅相應時期的家具，收集兩位總統使用過的家具和物品（包括林肯的工作桌），還命人製作了幾件門羅時期的家具複製品，各自擺放在兩間書房內。後來，這兩間書房分別改建為林肯臥室和門羅室（後稱條約室）。她又在白宮安裝电影放映机。由於總統和她需要主持很多項目，經常在白宮舉行會議，因此二人決定把白宮二樓大約一半的臥室改為客廳。
為了讓勞累過度的丈夫可以短暫逃離工作壓力，又能躲避華盛頓的炎夏，胡佛開始物色理想的度假勝地。最終，她決定選址於維珍尼亞州麥迪遜郡，並負責設計後來被稱為瑞皮丹營地的地方。後來，二人發現當地貧困不堪，兒童無法接受教育，於是他們在當地建立一所學校，並為孩子們聘請老師。營地建成後便搖身一變，成為胡佛的「第二個家」，她幾乎在此渡過每個週末。值得一提的是，她在物色地點時是是騎馬前往，其速度遠超負責護衛的軍方騎兵。1930年，胡佛夫婦開展另一項慈善建設項目：在華盛頓建造貴格會聚會所。
胡佛夫婦與白宮工作人員之間的關係是爭論點。一些前白宮僱員曾撰寫回憶錄，批評總統夫人的某些做法。胡佛要求工作人員不要出現在她的視線範圍內，在夫婦穿過私人生活區的大廳時會響鈴，示意工作人員離開該區域。在管理白宮社交活動時，她堅持使用自己制定的手勢來與員工交流，例如：她會把手放在頭髮上，意味著員工要宣布晚餐開始，又或者她會觸摸眼鏡，指示員工要清理桌子。她還要求管家在用餐時保持肅靜，不要對餐桌上的談話表現出任何興趣。即使是稍微偏離預期的行為，例如在用餐時刮擦盤子或站立時失態，都有可能遭到責備。儘管她很嚴格，但她也慷慨地對待員工，經常支付他們的食物和其他個人費用。除了白宮的工作人員外，第一夫人還有專屬的私人幕僚；胡佛有四名直接為她工作的女性，數量比任何一位前任第一夫人都多。

### 政治和行動主義

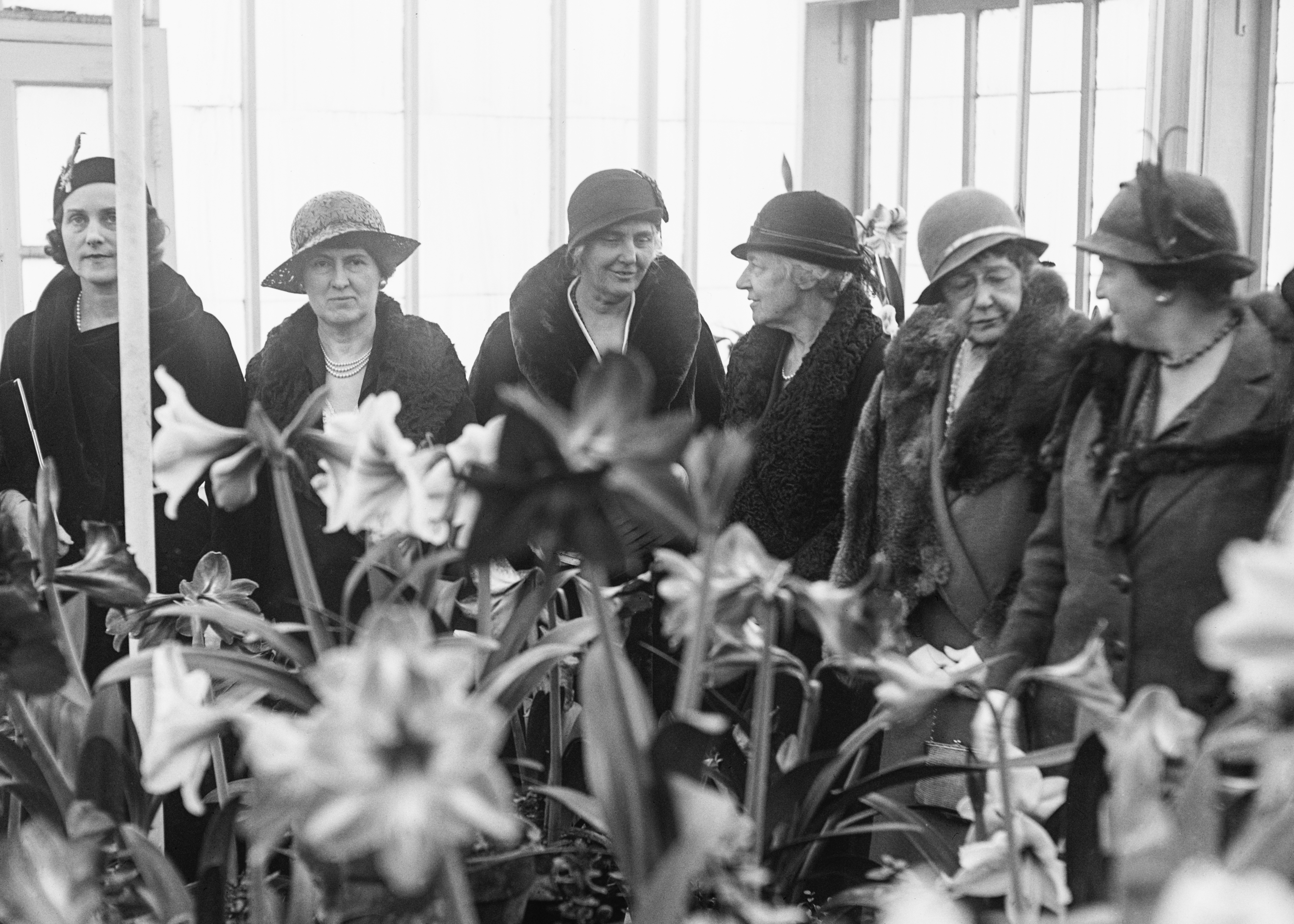
胡佛（左三）與五位內閣閣僚配偶的留影，攝於1932年

胡佛在丈夫擔任總統期間經常為其提供建議。在任期間，她遵循第一夫人的傳統策略，拒絕接受媒體正式採訪，不過仍會回答記者提出的即興問題。隨著時間推移，她覺得記者時常歪曲報導，未能為公眾帶來真相；她甚至會把報導內的不準確之處摘下，並寫下她看到時的反應，然後發送給撰文的記者。她時常透過電台向公眾演講，她也是首位使用這種媒介的第一夫人。她對自己的廣播感到自豪，甚至在白宮內設立專用房，在內反覆排練並打磨演講技巧。這些廣播措辭樸素平實，同時倡導女性主義理想。除了履行第一夫人的職責，她也兼任義工和社會活動家，但參與次數明顯減少。話雖如此，她依然積極參與女童軍活動，繼續監督組織和其財務資源，甚至把它吹捧為在大蕭條期間有助國家減輕痛苦的志願運動之一。另外，身為第一夫人的她同時成為藝術贊助人，尤其支持有抱負的音樂家。她也會運用影響力，鼓勵丈夫在政府中僱用更多女性，又支持一項在聘任公務員時不考慮申請人性別的行政命令。她通常避免發表任何強烈的政治言論，或加入任何可能干擾丈夫施政的團體。
大蕭條期間，胡佛經常收到陷入困境的市民請求援助。她會把每個有需要的人，轉介予任何可以提供幫助的人、當地的慈善組織、甚至是全國性組織的分會，以便他們都能得到適切的援助。每當她無法找到可以提供幫助的慈善機構或善長仁翁時，她便會以匿名形式提供援助。她不會刻意對外大肆宣揚自己所作的慈善工作，因此公眾對她的善舉所知甚少。她經常透過代理人匿名匯款，這樣受助人就不會聯想到她的名字。她十多個年邁的叔叔阿姨，以及丈夫的堂兄弟姐妹和親戚，也只能在大蕭條期間勉強維持生計，因此兩人會定期向他們提供現金。作為總統與貧窮人口之間的聯繫點，她展示出富有同情心的形象，與總統的冷漠形象形成鮮明對比。她也與著名波蘭鋼琴家伊格纳齐·扬·帕德雷夫斯基合作舉辦音樂會，為美國紅十字會籌款。總統在這段時間的施政備受外界非難；胡佛對此感到憤慨，認為一位有愛心和樂善好施的男人不應受到如此批評。她堅信丈夫是以正確的方法來處理國家經濟問題，為此她多番演說，呼籲公眾關注志願服務，又鼓勵婦女投身志願工作。例如在1931年，她曾代表總統就業緊急委員會內的女性分部，透過電台向公眾演講，說明女童軍的志願活動能幫助大眾渡過難關。1932年美國總統選舉，她陪同丈夫競逐連任，惟敗於民主黨候選人富兰克林·德拉诺·罗斯福。

## 晚年生活和離世

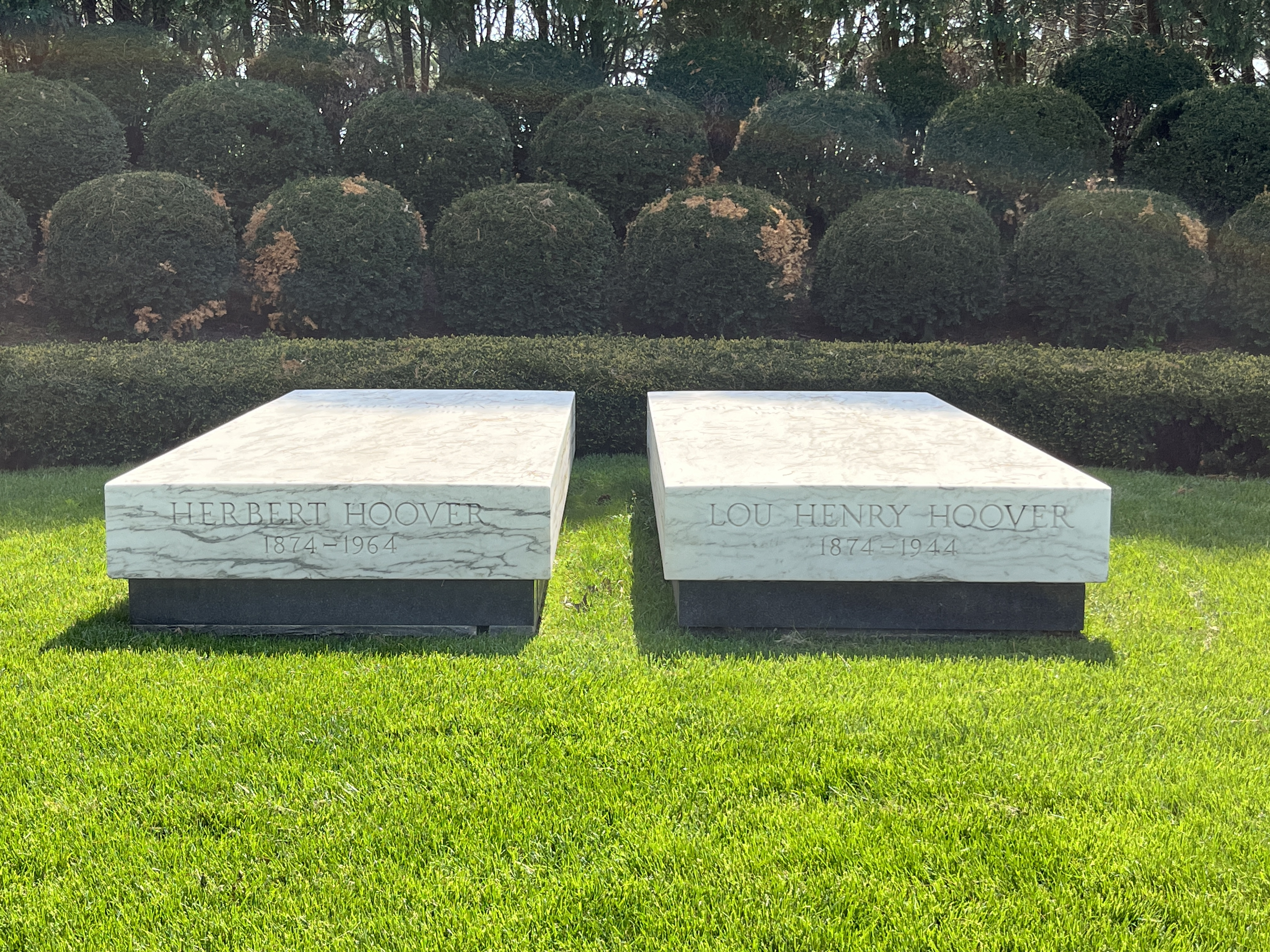
胡佛夫婦相繼離世，二人遺體後獲安葬於赫伯特·胡佛总统图书馆暨博物馆

1933年春天，胡佛一家離開白宮，然後穿越美國西部，回到加州帕羅奧圖的家。與此同時，胡佛仍然收到不少市民請求援助的信件，但數量相比她在任時少。雖然她未有如丈夫一樣希望重返政壇，但她仍積極參與共和黨婦女團體的活動。1935年，她購買了丈夫在愛荷華州的祖屋，並開展修復計畫。同年，她重返女童軍，再擔任一年會長。1937年，她參加救世軍，籌備各式籌款活動。她又於同年回到史丹福大學，開展「音樂之友」計劃，以吸引音樂表演者和教師加入學術界，鼓勵和支持舉辦音樂會、講課、音樂指導，長遠目標是在校內成立音樂系。1938至1939年間，她也支持大學針對女性而推出的物理治療和復康培訓課程，認為假若美國再度參與世界大戰，這些女性便能派上用場，治療受傷和殘疾的美國士兵。她在卸任後依然保持著積極的生活方式，六十多歲的時候更相約數位朋友，在喀斯喀特山脉進行為期數週的騎馬之旅。
胡佛不支持羅斯福政府的施政方針，後來她更加入反罗斯福新政的親美運動（Pro-America），甚至接受名譽副主席的頭銜。第二次世界大战爆發時，她與丈夫再度投身救援工作，共同向歐洲難民提供救助，就像第一次世界大戰期間一樣。她對中國一直有著深厚的感情，因此在得悉日本侵略中國後感到憤怒。儘管如此，她仍傾向孤立主义立場，希望美國能夠置身事外，不要再被捲入世界大戰。1940年美國總統選舉時，胡佛夫婦協助共和黨候選人溫德爾·威爾基競選。由於丈夫經常到紐約出差，因此二人決定搬到紐約，居住於紐約華爾道夫酒店。1941年美國參戰，胡佛先後協助紅十字會和救世軍籌集衣服。另一方面，她請求女童軍的年輕成員盡己所能，收集可用於製造軍火的物資，並挨家挨戶銷售國防債券。
1944年1月7日，在出席一場音樂會後，胡佛返回酒店並打算在晚飯前稍作休息，但在傍晚因急性心臟病發作而辭世。大約在晚上6時多，夏拔發現妻子倒臥在房內的更衣室，隨即向她施行急救，又通知酒店和家庭醫生。惟於7時左右，夏拔向在場人士宣佈妻子已經返魂乏術。親朋好友為胡佛舉行了兩場悼念儀式。首場設於紐約市的聖公會聖巴多羅買堂，以聖公會和貴格會儀式舉行，超過1,500人到場致意，當中包括約兩百名女童軍。另一場則於加州帕羅奧圖舉行，遺體也於當地的阿爾塔梅薩紀念公園下葬。家人在她離世後整理遺物時，發現許多未有兌現的支票，這才得知她在雖然大蕭條期間向不少人民提供經濟援助，但甚少把還款者的支票存入。1964年夏拔撒手人寰後，盧的遺體改葬於愛荷華州西布蘭奇赫伯特·胡佛总统图书馆暨博物馆，與丈夫為鄰。

## 原則和政治取向

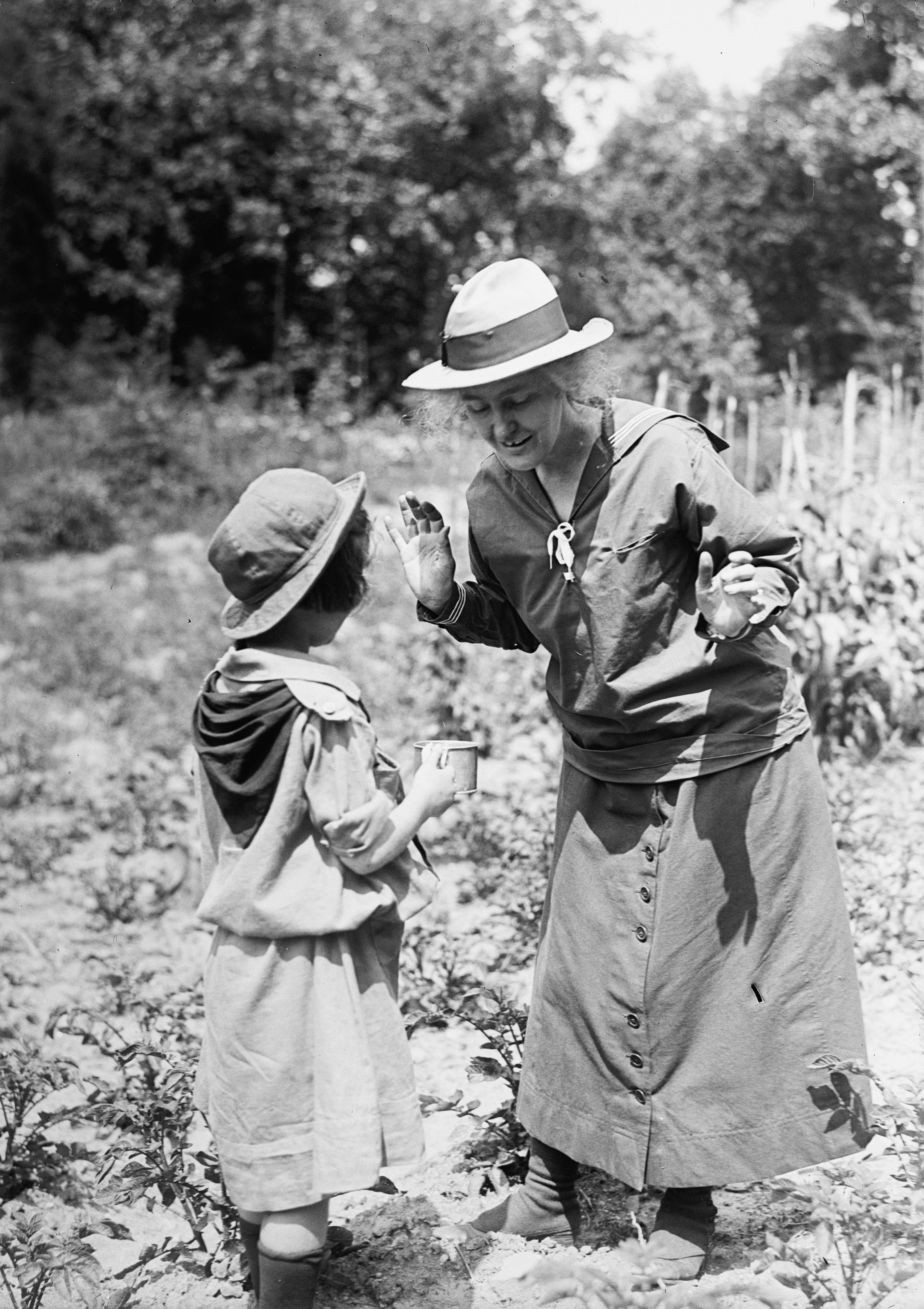
正與一名女童軍交流的胡佛

在早年生活和和職業生涯中，胡佛未有在政治議題上發聲。她傾向於談論超越黨派的問題，而且她希望避免發表任何可能對她丈夫造成政治影響的言論。為了與丈夫保持一致的立場，她除了婦女問題之外，鮮少表達自己的政治觀點。雖然她支持民權並反對種族主義，但有時仍會受到普遍存在的種族成見影響（例如書信中會包含著一些瞧不起其他族裔員工的言論），而且她也不瞭解非裔美國人社區面臨的問題。在少數議題上她與丈夫意見相左，例子之一便是禁酒。雖然她偶爾會喝葡萄酒和香檳，但她遵守禁酒令，不會在公共或私人場合向白宮客人提供酒精飲料，亦拒絕參加任何非法提供酒精飲料的活動。
胡佛畢生致力於婦女事業；她提倡婦女就業，也鼓勵家庭主婦在打理家務的同時，開創自己的事業。她在荳蔻年華時便支持婦女事業，更在在校時期撰寫了與該主題相關的論文。她是多個婦女團體的成員，當中不少致力於支持婦女的慈善事業。1920年，當「第十九修正案」實施、確保婦女選舉權後，她宣稱「婦女的責任延伸至公民義務」。她斥責那些全職操持家務的婦女是「懶惰」，認為現代家居面積小，無需處理太多家務，完全不妨礙她們開展職業生涯。她也批評那些有政治頭腦的婦女只聚焦在兒童權利議題上，認為她們應更廣泛地參與治理工作。
胡佛是慈善事業和商業倫理的擁護者。從商時期，夏拔公司有經理捲款潛逃，夫婦為了確保公司財政穩定，不惜動用二人的財富來填補空缺。更甚的是，她會向逃犯的家人提供經濟援助。另一方面，她認為相比起公共援助計劃，市民向有需要的人伸出援手的做法更為可取，甚至呼籲大眾成為慈善組織的「非正式會員」。她傾向淡化自己的成就，認為無必要向民眾公開自己的所作所為，多以匿名方式提供援助；直至在她離世後，人們發現相關記錄，才得知她的善舉。她對宗教也有類似的看法，認為實踐比宗派認同更重要。
當夏拔出任食品管理局局長時，胡佛便開始推行節約糧食。為了銘記那些因戰爭而挨餓的歐洲難民兒童，每當胡佛夫婦主持籌款晚宴時，他們都習慣地留下一張空椅子予這些「看不見的客人」。作為家庭主婦，她更身體力行；1918年，她邀請記者到家中進行特別採訪——「與胡佛一家用餐」，並在記者面前展示她如何在不超出政府的建議下，在喂飽全家的同時又能做到減少糧食消耗。另一方面，她鼓勵美國人每週有一天不吃小麥，另一天不吃肉，向大眾提供遵循這些準則的食譜，又呼籲他們自行種植、培育、收穫農產品。由於胡佛夫婦非常熱衷於糧食管理，二人甚至被民眾視為糧食節約運動的象徵，世人更稱他們的管理方式為「胡佛化」（Hooverize）。
針對在總統沃伦·盖玛利尔·哈定任內爆發的茶壺山醜聞案，胡佛大膽呼籲政治問責。她也因而鼓勵更多女性進入公共服務領域。隨著哈定政府醜聞迭出，她在1924年透過婦女社團總聯合會，召開並主持全國婦女執法會議，呼籲女性加入執法機構。身為第一夫人，她在酬恤金進軍事件中向退伍軍人匿名地提供食物飲料和毯子，但她反對向身體健全的退伍軍人提前發放薪餉，理由是其他年紀太輕而無法參加戰爭、但同樣需要經濟補助的少年人更值得援助。另一方面，她對政治批評高度敏感，反對丈夫擔任總統的言論為她帶來很大影響。她在在任期間政治取向越發保守。羅斯福在1932年擊敗丈夫成為總統一直是胡佛的心結，她認為羅斯福在競選時政治抹黑丈夫，導致他未能連任。因此，她對羅斯福政府持批判態度，還認為羅斯福推行的諸多政策違憲。她在1935年發表政治演講，提及法西斯主义和共产主义的崛起和擴散為美國和所有民主國家帶來威脅。

## 外語運用

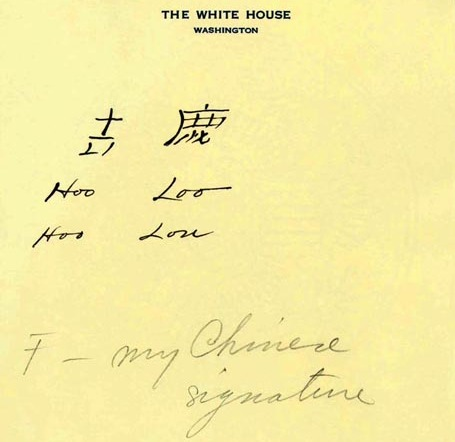
胡佛的中文簽名

胡佛在上任第一夫人以前，便能夠流利地說西班牙語、意大利語、法語、拉丁語、漢語五門外語。她在婚後乘船前往中國時才開始學習漢語。抵埗後，她接受一位中國基督徒學者的指導，最終所能掌握運用的漢字更遠超過其導師。她有時也會充當丈夫的漢語翻譯，也會跟他練習中文，好讓他能保有丁點中文水平。當她希望在白宮公共場合與丈夫私下交談時，她會用漢語與他對話。她的中文名為「古鹿」，英語拼寫為或，取自她英文名字的發音。她解釋指，意指非凡、不顧後果，則指鹿。她也是迄今唯一會操流利漢語的第一夫人。
她在史丹福大學學習並精通拉丁語。在大英博物館工作期間，她發現了由16世紀德國學者格奧爾格·阿格里科拉撰寫的採礦和冶金手冊《論礦冶》。由於該書以拉丁語撰寫，當中的技術詞彙很難恰當地翻譯，加上作者喜愛為新事物發明新的拉丁語單詞，因此此書在當時幾乎無法使用。翻譯此書須在語言學和科學上具備廣泛知識，因此夫婦二人分工合作，盧負責拉丁語—英語翻譯，夏拔則運用他對礦物學的知識，根據他們從文本中辨別出來的內容，在實驗室驗證原作者的研究發現。他們花了5年完成翻譯工作。1912年，夫婦自費出版了3,000冊翻譯本，其中一半贈予礦業學生和專家。為了表彰他們的工作，美國採礦與冶金學會（Mining and Metallurgical Society of America）在1914年授予他們金牌。胡佛夫婦將這本書獻給布蘭納博士（即盧的啟蒙老師），宣稱「他教學所帶來的啟發不亞於他對科學的貢獻」。

## 影響

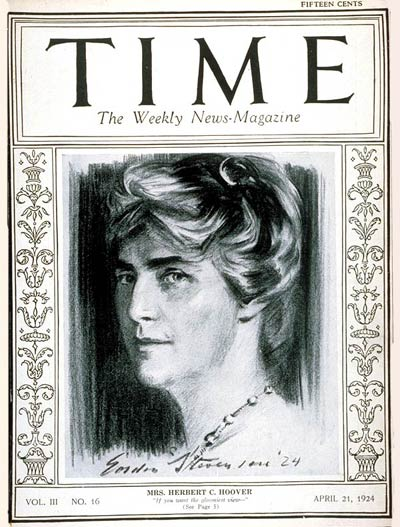
1924年4月21日，胡佛登上《時代》雜誌並成為封面人物

胡佛在擔任第一夫人期間被視為家庭主婦（這對第一夫人來說很常見）和活動家。由於胡佛政府在應對大蕭條時備受批評，她和丈夫的聲譽都有受到影響。她承擔了二人在白宮內外工作的社會責任，她的個人魅力和策略也彌補了丈夫害羞但有時傲慢的名聲，因而外界認為她對丈夫起了平衡作用。錫耶納學院研究所不時就第一夫人的表現向歷史學家發起調查，而根據結果，胡佛在排行榜一直處於中上游位置。
胡佛對於婦女議題感到興趣，並會透過自己有份參與的組織來支持丈夫的政綱，為20世紀第一夫人的政治角色樹立先例。一些歷史學家認為，她可能影響了丈夫就第5984號行政命令（即在聘任公務員時不考慮申請人性別）的決策。雖然沒有文件證明她有份參與遊說，但這項命令的意圖完全符合她對於性別平等的看法。自1920年代開始，她便獲多家大專院校頒授榮譽學位，例如密爾斯學院、斯沃斯莫爾學院、伍斯特学院等，其數量遠遠超過多位前任第一夫人。儘管胡佛和下任第一夫人埃莉诺·罗斯福在政治上存在分歧，但外界經常把兩人在政治參與和婦女議題上的共同做法相提並論。事實證明，不論是胡佛的電台廣播，抑或是羅斯福應用各類媒體的手法，兩者表達自己看法的方式都十分相似。
首本關於胡佛的傳記由朋友海倫·B·普賴爾（Helen B. Pryor）撰寫，並於1969年面世，題為《盧·亨利·胡佛：英勇的第一夫人》（Lou Henry Hoover: Gallant First Lady）。由於夏拔要求把妻子的著作文件密封，防止他人研究，因此學術界根本無法分析她的生平甚至在任時留下的歷史名聲。雖則夏拔於1964年離世，但直至1985年，這批塵封已久的文件才得以重見天日，為後人的研究提供更多資料。相比起其他著名美國人物，關於胡佛的文件極為全面，數量超過22萬份，涵蓋了她生命中每個重要時期。由於她極為注重私隱，拒絕媒體關注，又會燒毀私人信件，令歷史學家的研究變得複雜。
胡佛夫婦的故居位於加州史丹福，由二人設計；在盧辭世後，夏拔把房子轉讓予史丹福大學，供大學教授居住，後用作校長官邸。另外，大學董事會為了紀念夏拔·胡佛，而在校內興建大樓，該棟建築於1967年投入使用，後應當事人要求改以妻子的名字來命名。兩所學校以她為名，分別是建於1938年、位於加州惠蒂爾的盧·亨利·胡佛小學，以及建於2005年、位於愛荷華州滑鐵盧的盧·亨利小學。惠蒂爾學院也為了紀念她，而修建盧·亨利·胡佛紀念館，並於1948年完工。聖荷西州立大學在1960年建成六棟以紅磚砌成的學生宿舍，其中一棟以她為名，但於2016年拆除。女童軍轄下的數座設施也以胡佛為名，例如位於新澤西州米德爾維爾的盧·亨利·胡佛營地，以及位於加州帕羅奧圖的盧·亨利·胡佛女童軍之家。2017年5月，盧·亨利·胡佛雕塑公園在愛荷華州滑鐵盧落成。公園佇立了兩座雕塑，其一刻畫她童年期和青年期的模樣，另一則展現她在第一夫人時期的儀容。

## 備註
1. 1 2  中文音譯為「胡璐」[151][152]。

## 腳注
1. 1 2 3 4  Cottrell 1996，第409頁.
2. 1 2 3 4 5 6  Watson 2001，第212頁.
3. 1 2 3 4  Young 2004，第6頁.
4. 1 2 3 4 5 6 7 8 9 10 11  Schneider & Schneider 2010，第221頁.
5. ↑  Young 2004，第8頁.
6. 1 2 3  Young 2004，第9頁.
7. ↑  Carroll 1994，第17頁.
8. ↑  Allen 2000，第13頁.
9. 1 2  Young 2004，第10頁.
10. 1 2 3 4  Allen 2000，第15-16頁.
11. ↑  Boller 1988，第270-271頁.
12. ↑  Allen 2000，第19頁.
13. 1 2  Beran 1994，第50頁.
14. 1 2 3 4 5 6 7 8 9 10 11 12 13 14 15 16 17 18 19 20 21 22 23 24 25 26 27 28 29 30 31 32 33 34 35 36 37 38 39  . National First Ladies' Library.   [2024-07-14]. （原始内容存档于2022-10-07） （英语）.
15. 1 2 3  Carroll 1994，第19頁.
16. ↑  Young 2004，第13頁.
17. 1 2 3 4 5  Allen 2000，第20-21頁.
18. 1 2 3 4 5 6  Watson 2001，第213頁.
19. ↑  Boller 1988，第271頁.
20. 1 2 3 4  Carroll 1994，第22頁.
21. ↑  Cottrell 1996，第410頁.
22. ↑  Allen 2000，第23頁.
23. ↑  Allen 2000，第24-26頁.
24. ↑  Allen 2000，第28頁.
25. 1 2  Boller 1988，第272頁.
26. 1 2 3 4 5 6 7 8 9  Boller 1988，第273頁.
27. 1 2  Young 2004，第16頁.
28. 1 2 3 4 5  Schneider & Schneider 2010，第222頁.
29. ↑  Allen 2000，第37-38頁.
30. 1 2 3 4 5 6 7 8  Watson 2001，第214頁.
31. 1 2 3  Allen 2000，第48-49頁.
32. 1 2 3 4  Cottrell 1996，第412頁.
33. ↑  Allen 2000，第38-39頁.
34. ↑  Caroli 2010，第179頁.
35. ↑  Allen 2000，第51頁.
36. 1 2 3 4  Allen 2000，第52-53頁.
37. 1 2 3 4 5 6 7  Schneider & Schneider 2010，第223頁.
38. 1 2 3 4  Boller 1988，第274頁.
39. ↑  Allen 2000，第61-62頁.
40. 1 2  Young 2004，第22-23頁.
41. ↑  Young 2004，第23頁.
42. ↑  Young 2004，第25頁.
43. 1 2 3 4 5  Boller 1988，第275頁.
44. 1 2  Cottrell 1996，第413頁.
45. ↑  Allen 2000，第67-68頁.
46. ↑  Anthony 1990，第435頁.
47. 1 2 3  Allen 2000，第71頁.
48. ↑  Young 2004，第27-28頁.
49. 1 2  Allen 2000，第73-74頁.
50. 1 2  Young 2004，第26頁.
51. ↑  Schneider & Schneider 2010，第224頁.
52. ↑  Allen 2000，第4頁.
53. 1 2 3 4  Boller 1988，第276頁.
54. 1 2 3 4  Boller 1988，第277頁.
55. ↑  Young 2004，第32頁.
56. 1 2  Allen 2000，第106頁.
57. ↑  Christian 1994，第38-39頁.
58. 1 2  Christian 1994，第38頁.
59. ↑  Anthony 1990，第436頁.
60. ↑  Christian 1994，第35頁.
61. ↑  Young 2004，第34-35頁.
62. ↑  Christian 1994，第45頁.
63. ↑  Beran 1994，第51, 59頁.
64. ↑  Beran 1994，第49頁.
65. ↑  Beran 1994，第53-54頁.
66. 1 2  Cottrell 1996，第413-414頁.
67. ↑  Beran 1994，第51頁.
68. ↑  Beran 1994，第58頁.
69. ↑  Allen 2000，第115-117頁.
70. ↑  Young 2004，第44-45頁.
71. 1 2 3 4  Caroli 2010，第182頁.
72. ↑  Young 2004，第43頁.
73. ↑  Allen 2000，第118頁.
74. 1 2 3  Allen 2000，第128頁.
75. 1 2 3 4 5 6 7  Watson 2001，第215頁.
76. 1 2  Caroli 2010，第183頁.
77. ↑  Young 2004，第71-72頁.
78. 1 2 3  Cottrell 1996，第417頁.
79. 1 2  Hoover 1952，第323頁.
80. 1 2 3  Schneider & Schneider 2010，第226頁.
81. 1 2 3 4  Boller 1988，第278頁.
82. ↑  Young 2004，第53-54頁.
83. ↑  Kirk 1994，第103-104頁.
84. 1 2  Kirk 1994，第106頁.
85. ↑  Schneider & Schneider 2010，第227頁.
86. ↑  Boller 1988，第279頁.
87. 1 2 3 4  Cottrell 1996，第418頁.
88. 1 2 3  Young 2016，第425頁.
89. 1 2  Young, Nancy Beck. . White House Historical Association.   [2024-07-26]. （原始内容存档于2023-08-28） （英语）.
90. ↑  Hoover 1952，第324頁.
91. ↑  Boller 1988，第282頁.
92. 1 2  Allen 2000，第130-131頁.
93. ↑  Boller 1988，第282-283頁.
94. 1 2  Watson 2001，第215-216頁.
95. ↑  Kirk 1994，第107-108頁.
96. 1 2 3 4 5  Watson 2001，第216頁.
97. 1 2  Allen 2000，第122-123頁.
98. ↑  Young 2004，第57頁.
99. 1 2  Cottrell 1996，第415頁.
100. ↑  Christian 1994，第36頁.
101. ↑  Seale 1994，第89頁.
102. ↑  Seale 1994，第87頁.
103. 1 2 3 4 5  Cottrell 1996，第416頁.
104. 1 2  Seale 1994，第88頁.
105. 1 2  Allen 2000，第136-137頁.
106. ↑  Young 2016，第425-427頁.
107. ↑  Caroli 2010，第183-184頁.
108. 1 2  Boller 1988，第278-279頁.
109. ↑  Anthony 1990，第442頁.
110. ↑  Anthony 1990，第442-443頁.
111. 1 2 3  Anthony 1990，第445頁.
112. 1 2 3  Cottrell 1996，第415-416頁.
113. ↑  Young 2004，第140-141頁.
114. ↑  Caroli 2010，第184-185頁.
115. 1 2  Caroli 2010，第185頁.
116. ↑  Young 2004，第51頁.
117. ↑  Allen 2000，第138-139頁.
118. ↑  Cottrell 1996，第419頁.
119. ↑  Allen 2000，第132頁.
120. 1 2 3  Gould 1994，第70-71頁.
121. 1 2  Young 2004，第104頁.
122. ↑  Young 2004，第108-109頁.
123. ↑  Allen 2000，第144頁.
124. ↑  Young 2004，第93頁.
125. ↑  Allen 2000，第147頁.
126. 1 2  Cottrell 1996，第418-419頁.
127. ↑  Allen 2000，第151-152頁.
128. 1 2  Allen 2000，第154-157頁.
129. 1 2 3  Boller 1988，第280頁.
130. ↑  Cottrell 1996，第420頁.
131. ↑  Allen 2000，第162-163頁.
132. ↑  Young 2004，第168頁.
133. ↑  Smith 1994，第121頁.
134. ↑  Kirk 1994，第110-111頁.
135. 1 2  Allen 2000，第165-166頁.
136. ↑  Smith 1994，第123頁.
137. 1 2 3  Allen 2000，第167-168頁.
138. 1 2 3 4  Schneider & Schneider 2010，第228頁.
139. ↑  . The Herbert Hoover Presidential Library and Museum.   [2024-08-04]. （原始内容存档于2024-07-24） （英语）.
140. 1 2 3  Young 2004，第185頁.
141. ↑  Young 2004，第101頁.
142. ↑  Young 2004，第185-186頁.
143. 1 2 3  Young 2004，第37頁.
144. 1 2  Caroli 2010，第187頁.
145. ↑  Allen 2000，第105頁.
146. ↑  Gould 1994，第66頁.
147. ↑  Whyte 2017，第239頁.
148. ↑  Caroli 2010，第181頁.
149. ↑  Schneider & Schneider 2010，第225頁.
150. 1 2 3 4  Allen 2000，第24頁.
151. ↑  侯傑; 馮志陽. . 人民政協報. 2005-10-27  [2024-08-10]. （原始内容存档于2022-10-04） –新浪 （中文（中国大陆））.
152. 1 2  洪德青. . 關鍵評論網. 2016-11-06  [2024-08-14]. （原始内容存档于2022-08-13） （中文（繁體））.
153. ↑  Whyte 2017，第73頁.
154. 1 2 3 4  Schneider & Schneider 2010，第222-223頁.
155. 1 2 3  Caroli 2010，第180頁.
156. ↑  Allen 2000，第50頁.
157. 1 2 3  Young 2016，第432頁.
158. 1 2  Allen 2000，第1-2頁.
159. ↑   (PDF). Siena College Research Institute.   [2024-08-10]. （原始内容存档 (PDF)于2023-03-26） （英语）.
160. ↑   (PDF). Siena College Research Institute.   [2024-08-10]. （原始内容存档 (PDF)于2024-04-13） （英语）.
161. ↑  Gould 1994，第64頁.
162. ↑  Young 2016，第428頁.
163. ↑  Gould 1994，第66-67頁.
164. ↑  Young 2016，第431頁.
165. 1 2  Gould 1994，第63頁.
166. ↑  Mayer 1994，第127頁.
167. ↑  . National Park Service. 2021-02-10  [2024-08-11]. （原始内容存档于2024-07-21） （英语）.
168. 1 2  . Sustainable Stanford. 2022-09-01  [2024-08-11]. （原始内容存档于2023-08-14） （英语）.
169. ↑  . River Cities' Reader. 2021-03-09  [2024-08-11]. （原始内容存档于2024-04-03） （英语）.
170. ↑  Herhold, Scott. . The Mercury News. 2016-11-30  [2024-08-11]. 原始内容存档于2022-10-19 （英语）.
171. ↑  Strock 2016，第91頁.
172. ↑  . Girl Scouts Northern California.   [2024-08-11]. （原始内容存档于2024-04-18） （英语）.
173. 1 2  Steffeneicher, Amie. . Waterloo-Cedar Falls Courier. 2017-05-13  [2024-08-11]. （原始内容存档于2024-08-11） （英语）.
174. ↑  . Ritland+Kuiper Landscape Architects.   [2024-08-11]. （原始内容存档于2024-08-11） （英语）.

## 延伸閱讀
- Jeansonne, Glen; Luhrssen, David. . Penguin. 2016. ISBN 978-1-101-99100-8 （英语）.
- Pryor, Helen. . Dodd, Mead. 1969. ISBN 978-0-396-05992-9 （英语）.
- Walch, Timothy (编). . Bloomsbury Academic. 2003. ISBN 978-0-275979-96-6 （英语）.

## 外部連結
- C-SPAN節目《第一夫人：影響和形象》有關盧·亨利·胡佛的介紹 （页面存档备份，存于）
- 盧·亨利·胡佛的著作 （页面存档备份，存于）
- 盧·亨利·胡佛的作品  - 古騰堡計劃
- 互联网档案馆中卢·亨利·胡佛的作品或与之相关的作品